# Cocotier
Cocos nucifera
« Cocotier » redirige ici. Pour les autres significations, voir Cocotier (homonymie).
Genre
Espèce
Statut de conservation UICN

 NE : Non évalué
Le Cocotier (Cocos nucifera) est une espèce de palmiers de la famille des Arecaceae, décrite par Carl von Linné. Le Cocotier n'est donc pas un arbre mais une plante monocotylédone.
Son fruit est la noix de coco : ce gros fruit ovale et dur, vert ou jaune, mesure entre 10 et 40 cm de long et entre 10 et 16 cm de large, pèse jusqu'à 1,5 kg et apparaît sur une spathe entre les longues feuilles pennées ; sa graine a une enveloppe brune, fibreuse ; sa chair blanche (albumen) fraîche ou séchée (coprah) est comestible, ainsi que l'eau de coco et l'embryon.

## Histoire

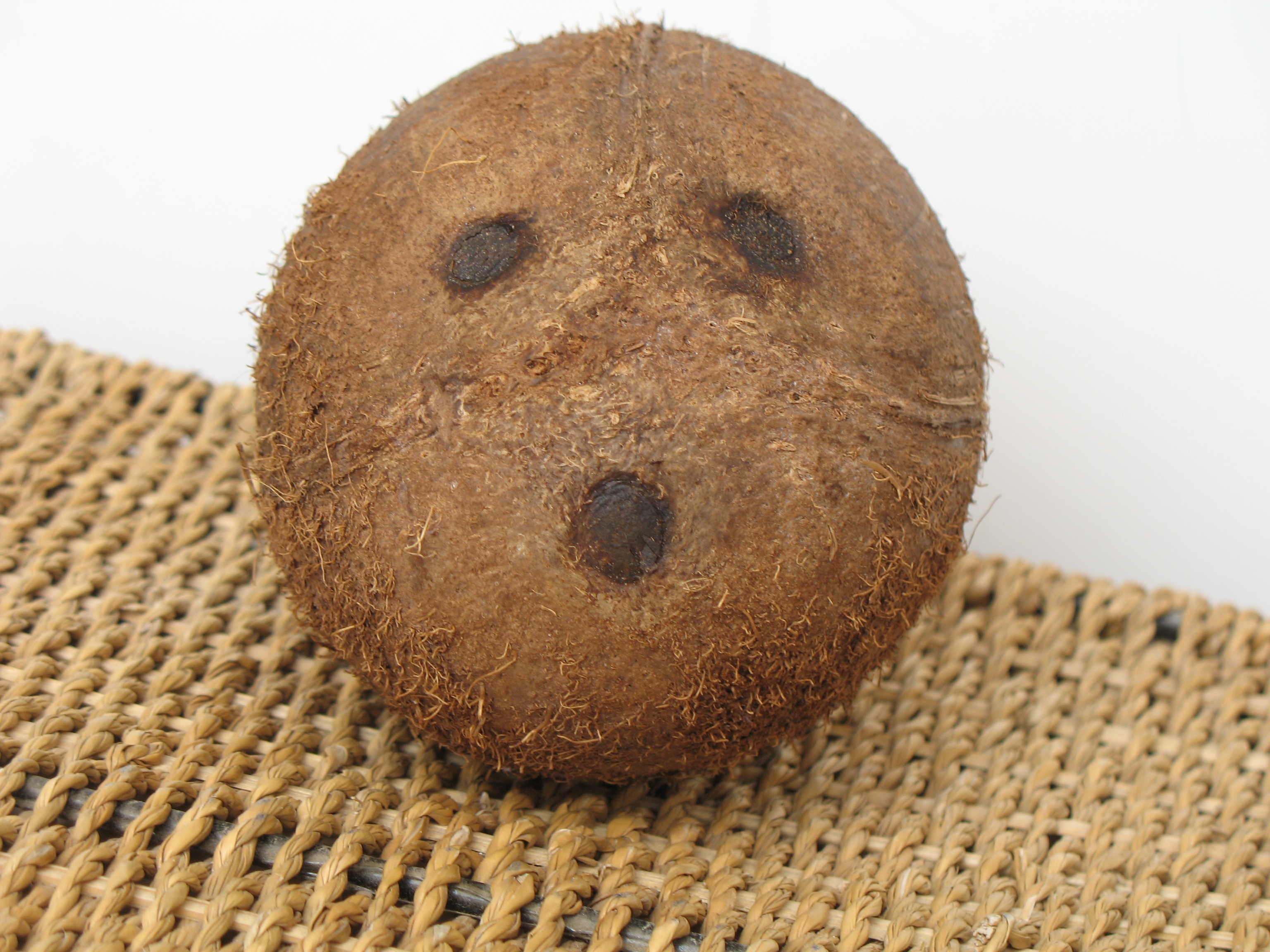
Noix de coco décortiquée montrant les trois pores de germination qui évoquent un visage.

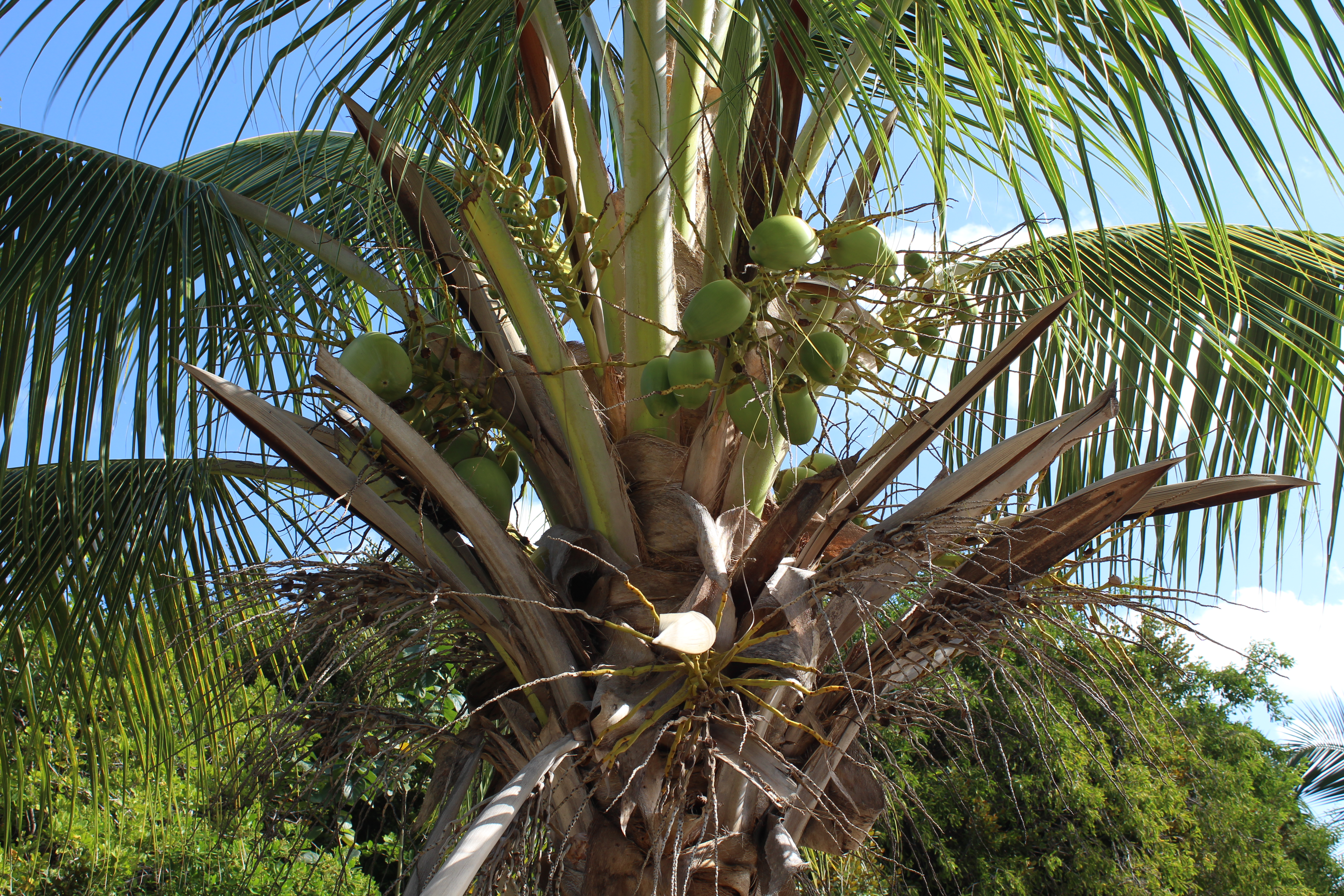
Cocotier portant des noix de coco à différents stades de maturation.

### Origine
L'aire de répartition d'origine du cocotier a donné lieu à des controverses. On considère généralement que le cocotier est originaire de la Malésie ou de la Mélanésie. Mais son centre d'origine primaire n'a pu être déterminé avec précision car nucifera est la seule espèce du genre Cocos,, et sa première variété s'est perdue. De plus, des noix de coco fossiles ont été découvertes dans des endroits aussi éloignés que l'Inde et la Nouvelle-Zélande.
Le cocotier est connu en Inde depuis le VIe siècle, en Chine depuis le IXe et sur les côtes de l'Afrique de l'Est depuis le Xe. Le cocotier était également présent au Panama et en Amérique du Sud avant la conquête espagnole de l'Amérique, ce qui en fait une des rares plantes à avoir été commune à l'ancien et au nouveau mondes avant l'échange colombien,,. Le cocotier ne devient pantropical qu'au XVIe siècle, à la suite de son introduction en Afrique de l'Ouest, aux Caraïbes et sur la côte atlantique de l'Amérique tropicale par les explorateurs espagnols et portugais. Il est aujourd'hui présent dans toute la zone intertropicale,,  humide. Surtout cultivé le long des côtes, il n'y reste pas confiné. Il est planté jusqu'à 1 000 m d'altitude. La longévité de la plante dépasse un siècle. Sa durée de vie économique est estimée entre 5 et 80 ans, mais certains cocotiers bien plus âgés sont encore couverts de fruits.

### Dénominations et étymologie
Le substantif masculin cocotier est dérivé de coco, avec le suffixe -ier précédé de -t-, consonne d'appui. La première utilisation attestée en anglais du terme coco remonte à 1555,. L'épithète spécifique nucifera est un terme de latin botanique signifiant « qui porte des noix ».
On retrouve plusieurs dénominations désignant le coco dans les langues autochtones du Pacifique mélanésien, micronésien et polynésien : ni (Eniwetok, Pohnpei), nui (Nukuoro), niu (Nouvelle-Calédonie, Papouasie-Nouvelle-Guinée, Fidji, Tonga, Hawaï), niyog (Guam), nu (îles Banyak, Nouvelle-Guinée Occidentale), te ni (Kiribati), ny (Truk), lu (Kosrae), iru et yap (Palau).
Des preuves historiques confortent l'origine européenne du terme « coco » dans « noix de coco », car il n'existe pas de nom similaire dans aucune des langues de l'Inde, où les Portugais ont découvert ce fruit ; et en effet les chroniqueurs portugais Duarte Barbosa, João de Barros et Garcia de Orta, en mentionnant les noms malayalam, tenga, et cannara, narle, disent expressément, « nous appelons ces fruits quoquos », « nos gens lui ont donné le nom de coco », et « ce que nous appelons coco, et les Malabars temga ».
Selon l'Oxford English Dictionary (OED), « les auteurs portugais et espagnols du XVIe siècle s'accordent à identifier ce terme avec le mot portugais et espagnol coco, visage souriant, sourire, grimace, et aussi épouvantail, bête noire », apparenté avec le verbe cocar, sourire, faire une grimace ; le nom est censé se référer à l'apparence d'un visage que donne la base de la coque avec ses trois trous ».
Selon Losada, le nom vient des explorateurs portugais, des marins de Vasco de Gama en Inde, qui les premiers ont rapporté des noix de coco en Europe. La noix de coco leur rappelait un fantôme ou sorcier du folklore portugais, appelé coco (aujourd'hui plus fréquent au féminin, coca),.

### Mentions historiques
Une des premières mentions de la noix de coco remonte au conte des Mille et Une Nuits de Sinbad le Marin ; on sait qu'il a acheté et vendu des noix de coco au cours de son cinquième voyage. Il figure également dans la Topologie chrétienne de Cosmas Indicopleustès au VIe siècle.
Thenga, son nom malayalam et tamoul, est employé dans la description détaillée de la noix de coco qui figure dans l'Itinerario du voyageur italien Ludovico di Varthema, publié en 1510, ainsi que dans l'Hortus Indicus Malabaricus (en) publié ultérieurement. Auparavant, il est évoqué sous la forme portugaise « coquos » par Vasco de Gama (voyages de 1498 et de 1502-1503). C'est de cette forme que viendra le mot espagnol, italien, français puis anglais.
Antérieurement, elle était appelée nux indica, nom employé par Marco Polo en 1280 alors qu'il voyageait à Sumatra, emprunté aux Arabes qui l'appelaient  جوز هندي, jawz hindī.
Les deux noms ont été traduits en « noix indienne ».
Dans la première description connue du cocotier, due à Cosmas d'Alexandrie dans sa Topographie chrétienne (en) écrite vers 545 apr. J.-C., il y a une référence à l'arbre d'Argell et à sa drupe, la « grande noix d'Inde »,.

## Description

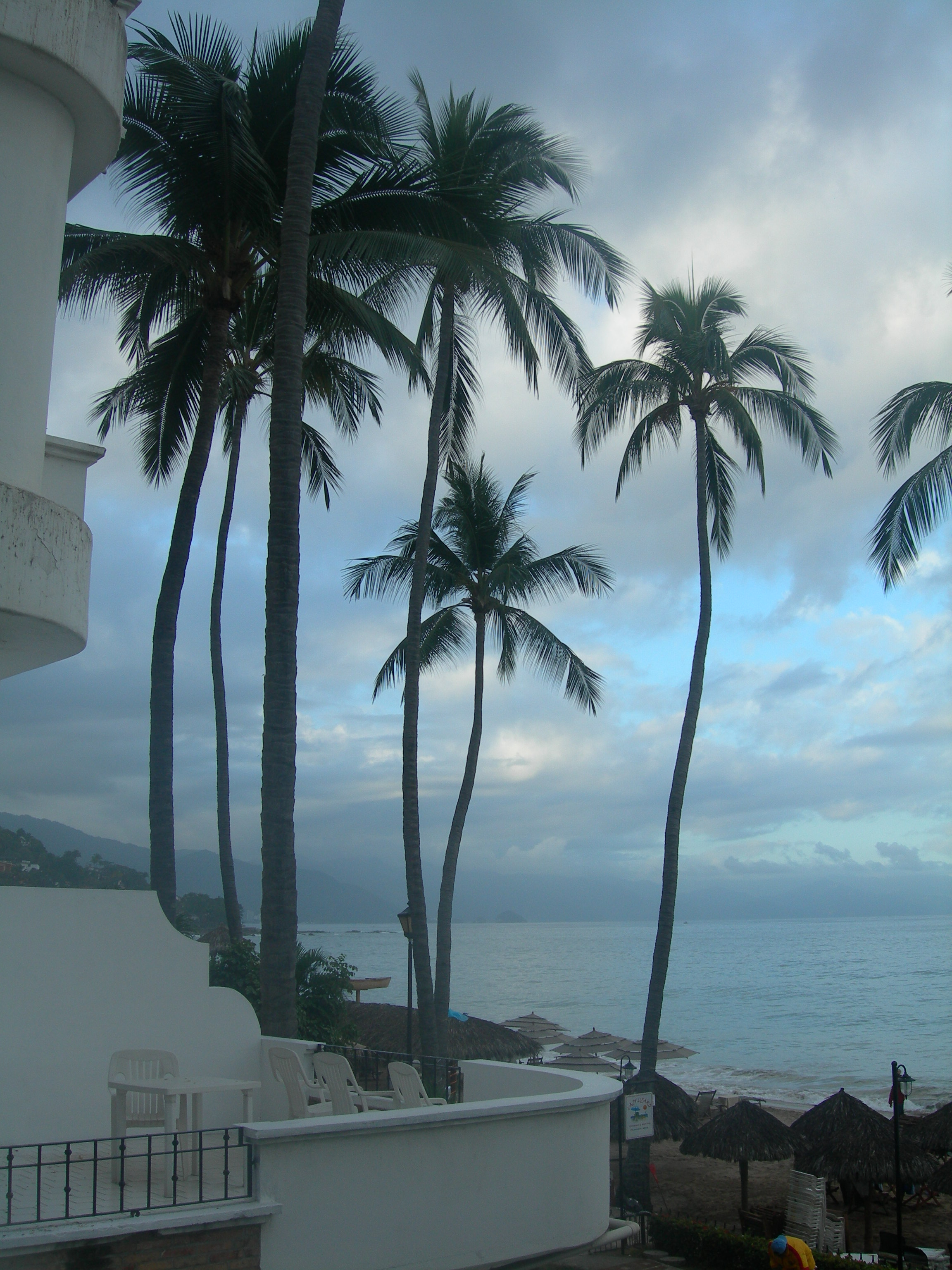
Cocotiers sur la plage de Puerto Vallarta, Mexique.

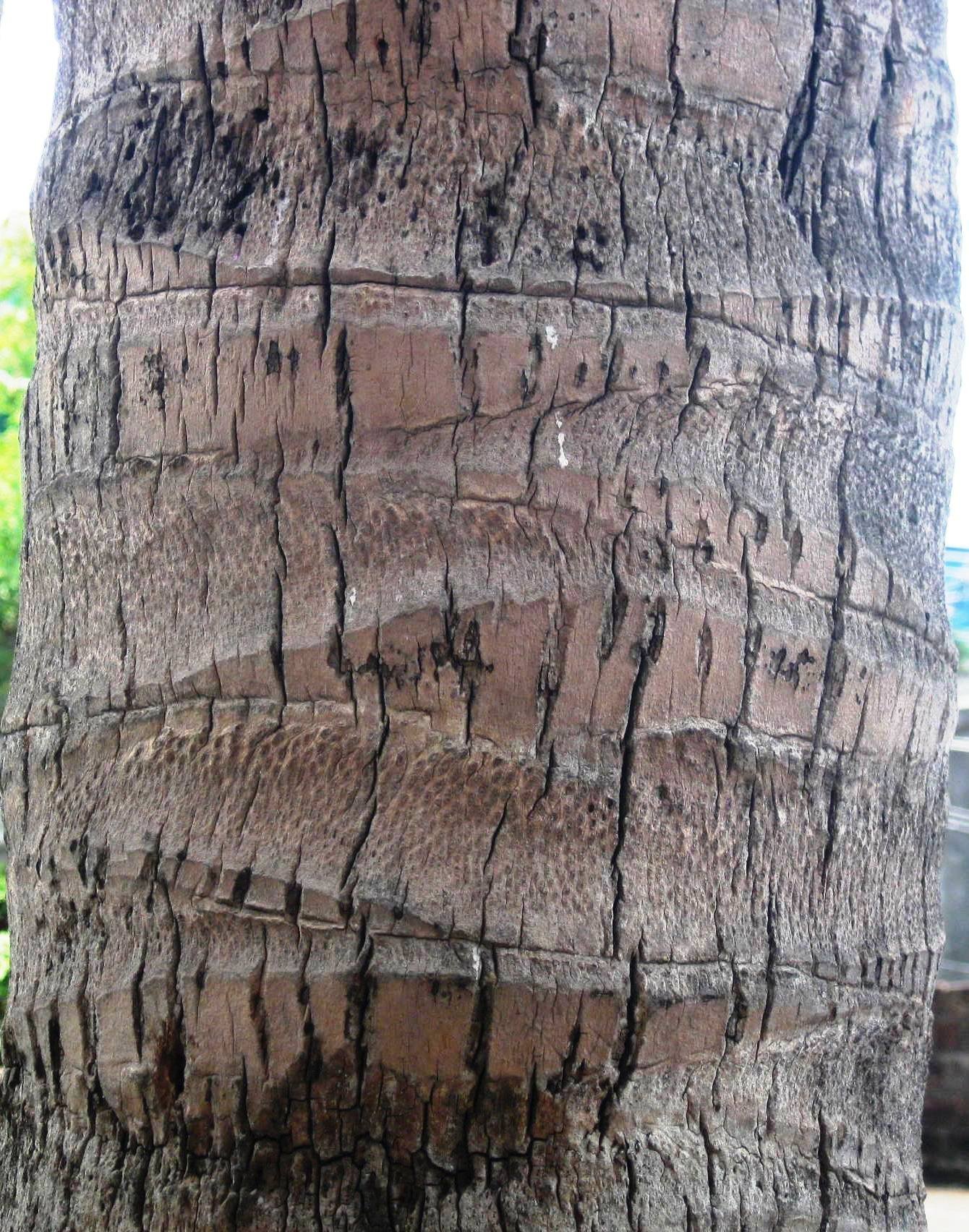
Stipe d'un cocotier.

Le cocotier est formé d'un stipe (ou faux-tronc) surmonté d'une large couronne de feuilles. Il mesure jusqu'à 30 m de haut. À l'aisselle de chaque feuille se trouve généralement une inflorescence qui se développe en un régime chargé de noix de coco. Le feuillage du cocotier est persistant.
Le stipe s'élargit quelquefois à la base et forme un bulbe qui augmente sa résistance, notamment aux cyclones tropicaux. D'aspect relativement lisse et de couleur claire, le stipe porte des marques régulières : chaque feuille produite par la plante laisse une cicatrice en forme de croissant. L'écart entre ces cicatrices permet de distinguer les deux types de cocotier : les Grands et les Nains. Chez les Grands, l'écart entre deux cicatrices foliaires est supérieur à 5 cm. Chez les Nains, il ne dépasse pas 2,5 cm.
Dans le sol, le stipe prend l'aspect d'un cône renversé, dénommé bulbe radiculaire. De toute la surface du bulbe partent plusieurs milliers de racines assez fines qui forment un matelas dense, réparti essentiellement dans le premier mètre du sol. Certaines racines atteignent cependant 4 à 5 mètres de profondeur.
La couronne foliaire compte une trentaine de feuilles, dépassant quelquefois six mètres de long. Un bourgeon unique fabrique l'ensemble des feuilles et des fleurs. Ce bourgeon fonctionne en continu : le cocotier pousse donc inexorablement, et cela jusqu’à sa mort. Bien que le bourgeon soit très protégé, son unicité donne à la plante une certaine fragilité. Lorsqu'un insecte réussit à pénétrer dans le cœur et dévore le bourgeon, le cocotier est condamné.
À l'aisselle de chaque feuille apparaît généralement une spathe pointue qui grandit et finit souvent par dépasser un mètre de longueur. Arrivée à terme, la spathe se fend et libère l'inflorescence. Cette dernière est formée d'un axe sur lequel s'insèrent des épillets. Les fleurs femelles, situées au bas des épillets, sont des globules de deux à trois centimètres de diamètre. Leur nombre est généralement de 20 à 30, mais peut atteindre plusieurs centaines. Les fleurs mâles, plus nombreuses, occupent la partie supérieure des épillets. Encore fermées, leur forme rappelle celle d'un grain de riz.
Pour toutes les variétés de cocotier, l'organisation des fruits est similaire. Un épiderme, d'abord coloré, puis gris-brun à maturité, entoure une enveloppe coriace et fibreuse appelée « bourre ». Les noix vendues sur les marchés ont déjà été débourrées pour réduire leur poids et leur volume.
Ensuite vient la coque, brun sombre et très résistante, qui adhère fortement à la bourre. De forme oblongue à sphérique, elle se renforce de trois côtes longitudinales plus ou moins marquées. Une fine pellicule d'un brun rougeâtre, le tégument séminal, forme un lien entre la coque et un albumen blanc, brillant, de 10 à 15 mm d'épaisseur.
L’albumen est communément désigné sous le terme d'amande. Inséré sous l'un des trois pores germinatifs, se trouve un embryon d'environ 5 mm de long.
Un liquide opalescent et sucré occupe jusqu'aux trois quarts de la cavité interne. On l'appelle communément « eau de coco », le terme « lait de coco » étant de préférence réservé à des préparations à base d'amande broyée.

## Distribution géographique et dissémination

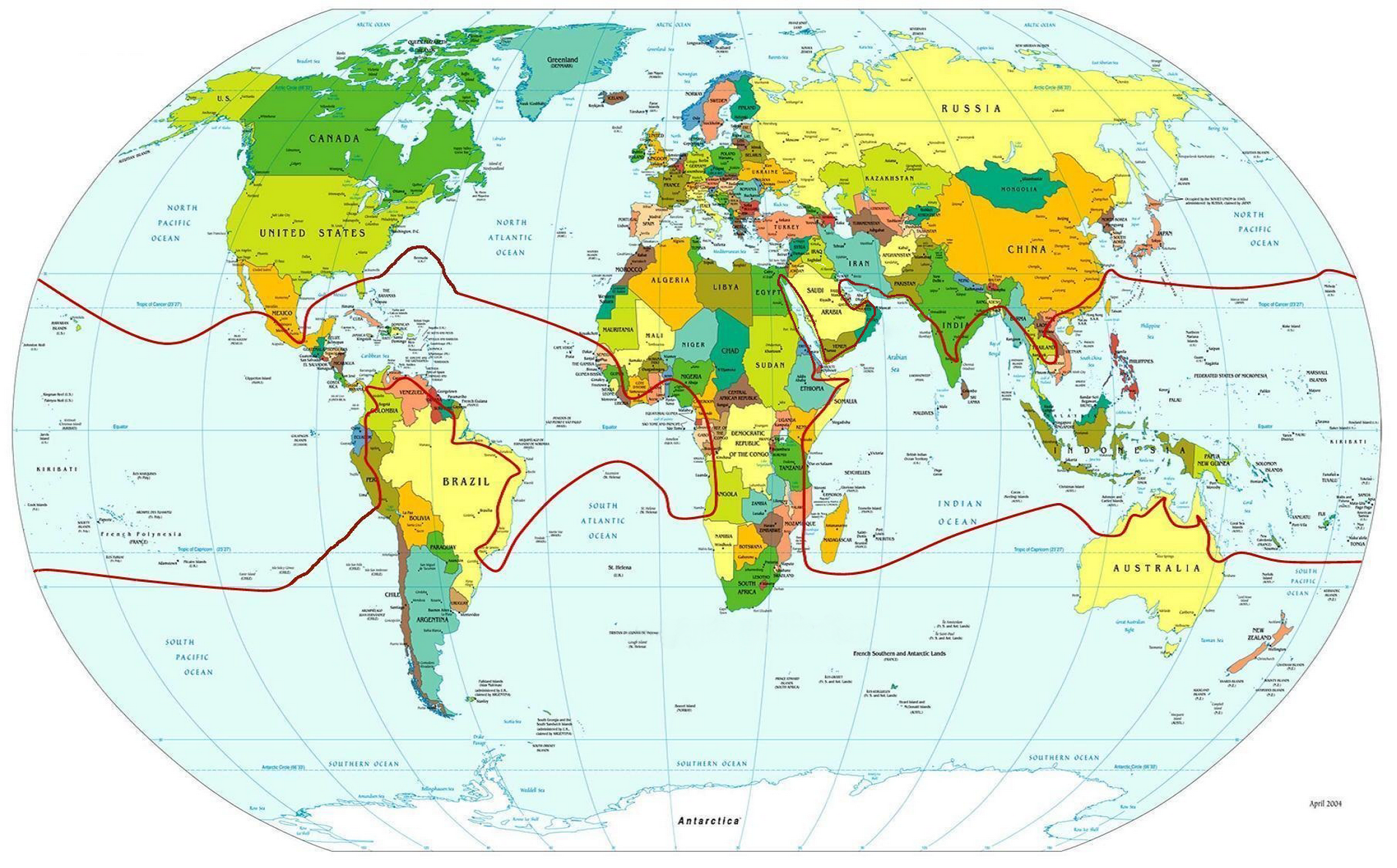
Zone d'habitat du cocotier, délimitée par les lignes rouges (basé sur les travaux de Werth). À noter la présence de cocotiers aux îles Canaries, à Madère et sur la côte du KwaZulu-Natal, à la suite d'une introduction récente (moins de trente ans).

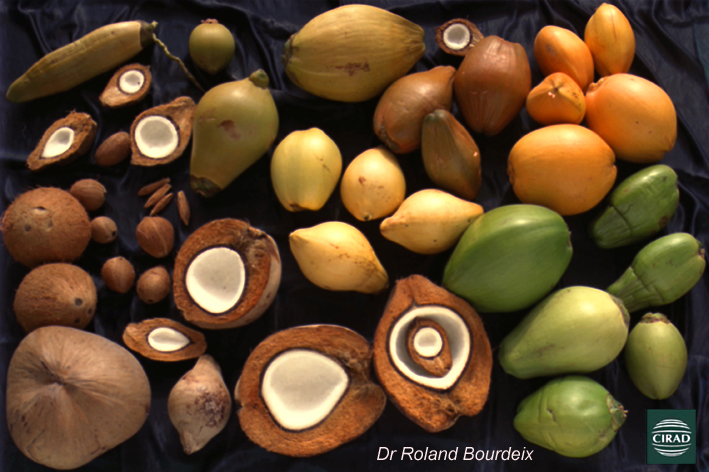
Diversité des fruits du cocotier dans la collection internationale de Côte d'Ivoire.

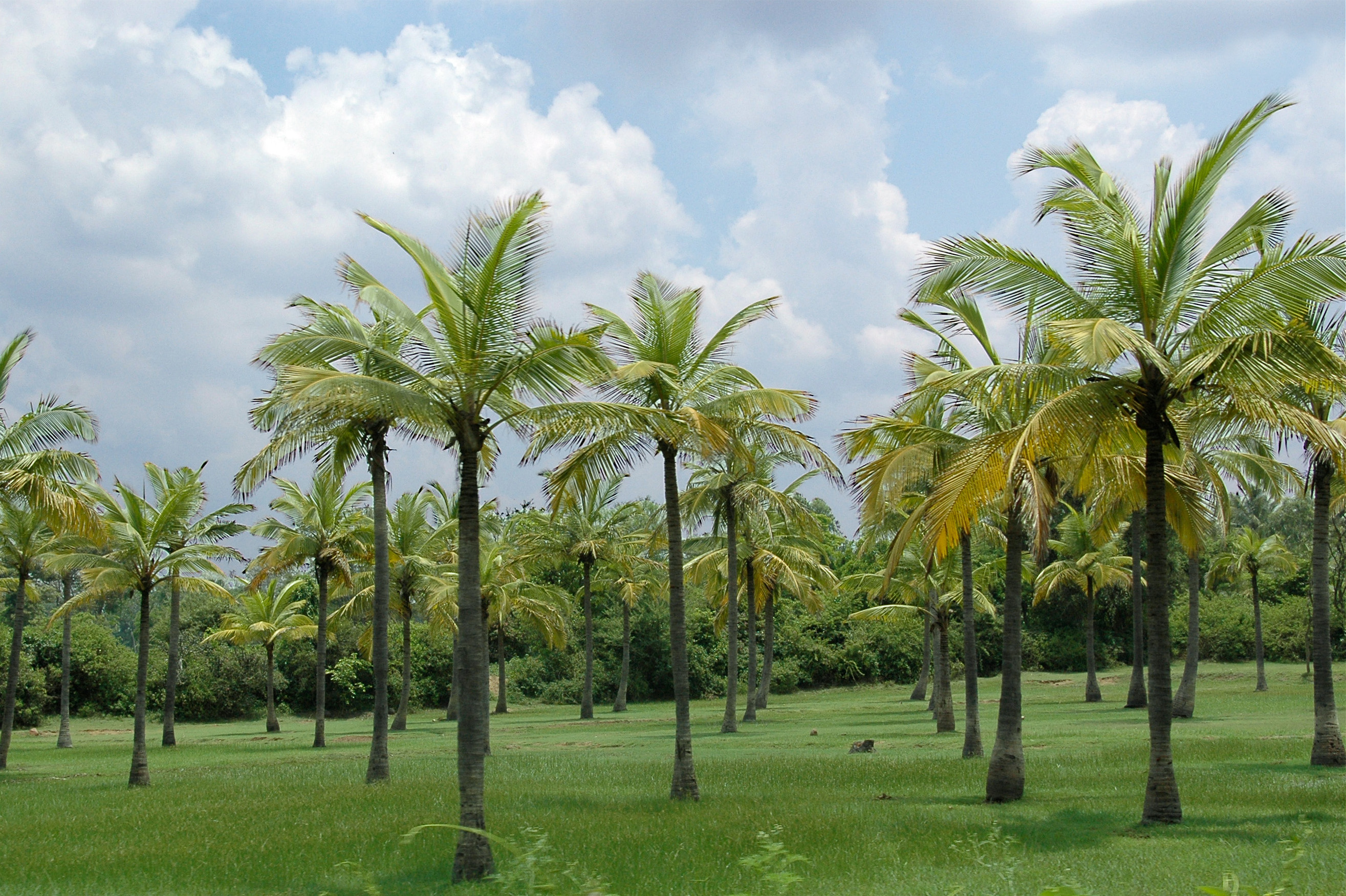
Plantation de cocotiers en Inde à l'intérieur des terres.

À partir de l’océan Pacifique ou de l’Extrême-Orient, le cocotier s'est disséminé dans l’océan Indien et jusqu’en Afrique. Sa présence en Amérique est due à une double introduction plus récente, à la fois par l'est et par l'ouest.
La dissémination des graines du cocotier est due à la flottaison des fruits au gré des courants marins et, beaucoup plus tardivement, aux voyages et migrations humaines. Les fruits, disséminés par la mer ou apportés par des marins, furent probablement introduits de lieu en lieu en nombre très réduit. De nombreuses cocoteraies se sont constituées à partir de seulement un ou deux fruits apportés par la mer, et qui ont réussi à se fixer sur une île. Les marins Austronésiens (dont les Polynésiens) ont colonisé la plupart des îles tropicales du Pacifique. Diverses découvertes archéologiques permettent de dater certaines étapes de leur voyage. Vraisemblablement partis du Sud-Est asiatique, on les retrouve aux Fidji vers 2500 avant notre ère, et environ un millénaire plus tard aux Tonga et dans les Samoa. Puis, au IVe siècle ils s'installent aux îles Marquises, au siècle suivant à l’île de Pâques et 100 ans plus tard à Hawaï. Sur les canoës, des noix de coco étaient toujours emportées. Transportées par la mer ou par les marins, ces noix ont atteint la côte ouest du Panama, en Amérique centrale. La première mention du cocotier sur ce continent date de la période 1514-1525. Le cocotier était déjà connu en Inde au VIe siècle, en Chine au IXe siècle et sur la côte Est de l'Afrique au Xe siècle. À partir du XVIe siècle, les navigateurs portugais et espagnols l'ont introduit en Afrique de l'ouest et en Amérique. En 1569, des cocotiers en provenance des îles Salomon sont plantés à Colima, sur la côte est du Mexique. D'autres cocotiers, originaires cette fois des Philippines, sont introduits au Mexique entre 1571 et 1816. Dans la Caraïbe, les premières noix originaires du Cap-Vert sont plantées à Porto Rico en 1625, par un père espagnol nommé Diego Lorenzo.
Une seule théorie botanique tente d’expliquer l'histoire de la diversification du cocotier en la multitude de formes et de couleurs que l'on observe parmi les variétés actuelles. Elle repose sur l'observation de la forme et de la composition des fruits. Selon cette théorie, l'ensemble des cocotiers dériverait de deux grands types :
- le type ancestral « Niu Kafa » résulte d'une évolution liée à la dissémination naturelle par voie marine. Ses fruits, allongés et riches en bourre, flottent et dérivent facilement au gré des courants marins. Une germination tardive leur permet de supporter de longs séjours dans l'eau, avant de trouver un lieu où se fixer ;
- le type « Niu Vaï » a été sélectionné par l'homme en Asie ou dans le Pacifique. Ses gros fruits ronds sont riches en eau et germent plus rapidement. Des marins voyageant d'îles en îles auraient sélectionné ces fruits, emportés comme boisson sur l'océan.

Des mélanges répétés entre cocotiers de type « Niu Kafa » (présents avant l'arrivée des humains) et cocotiers de type « Niu Vaï » (créés et importés par les humains) auraient abouti à la diversité actuelle.
Cette théorie est probablement en grande partie exacte. Mais elle ne suffit pas à résumer l'histoire du cocotier qui a  sans doute connu nombre d’autres péripéties. Toute la diversité actuelle du cocotier ne se résume pas à ces deux types, Niu Kafa » et« Niu Vaï », et à des mélanges ponctuels entre ces deux types. Cependant, à l'heure actuelle, personne n'a été en mesure de proposer un autre modèle de diversification pour le cocotier.

## Biologie de la reproduction

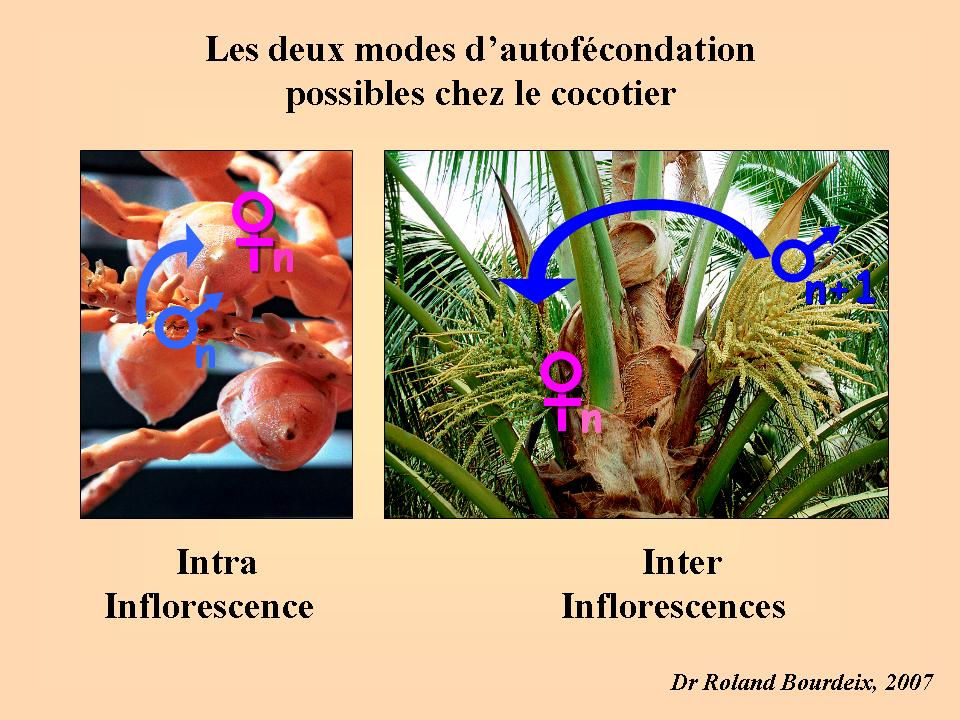
Les deux modes d'autofécondation possibles chez le cocotier, Côte d'Ivoire.

Le cocotier est monoïque et produit des inflorescences avec des fleurs femelles et des fleurs mâles. Il peut donc se féconder lui-même ; la plupart des cocotiers nains se reproduisent d’ailleurs de cette façon.
Chez les grands cocotiers, les mécanismes de la fécondation sont plus complexes. Pour les décrire, il faut commencer par deux définitions : la phase femelle d'une inflorescence correspond à la période pendant laquelle les fleurs femelles sont réceptives ; la phase mâle commence dès l'ouverture de l'inflorescence et s'achève à la chute de la dernière fleur mâle. Chez certaines variétés, toutes les fleurs mâles mûrissent et tombent avant que les fleurs femelles ne soient réceptives. Dans ce cas, la fécondation est croisée : elle fait nécessairement intervenir deux parents différents. Mais un autre phénomène complique encore ce mécanisme. Il existe aussi des possibilités de fécondation entre les deux inflorescences successives d'une même plante. La phase femelle d'une inflorescence donnée peut coïncider partiellement avec la phase mâle de l'inflorescence suivante. Le cocotier est donc une espèce où coexistent différents modes de reproduction.

## Culture
| Les principaux pays producteurs en 2013                                                                                        | Les principaux pays producteurs en 2013 | Les principaux pays producteurs en 2013 | Les principaux pays producteurs en 2013 | Les principaux pays producteurs en 2013 |
| Pays | Production (tonnes)                     |                                         |                                         |                                         |
| --- | --------------------------------------- | --------------------------------------- | --------------------------------------- | --------------------------------------- |
| Indonésie | 18 300 000                              |                                         |                                         |                                         |
| Philippines | 15 353 200                              |                                         |                                         |                                         |
| Inde | 11 930 000                              |                                         |                                         |                                         |
| Brésil | 2 820 468                               |                                         |                                         |                                         |
| Sri Lanka | 2 200 000                               |                                         |                                         |                                         |
| Vietnam | 1 312 200                               |                                         |                                         |                                         |
| Papouasie-Nouvelle-Guinée | 1 200 000                               |                                         |                                         |                                         |
| Mexique | 1 100 000                               |                                         |                                         |                                         |
| Thaïlande | 1 010 000                               |                                         |                                         |                                         |
| Malaisie | 605 000                                 |                                         |                                         |                                         |
| Tanzanie | 580 000                                 |                                         |                                         |                                         |
| Monde | 61 965 165                              |                                         |                                         |                                         |
| Source: (en) Food And Agriculture Organization of the United Nations: Economic And Social Department: The Statistical Division |                                         |                                         |                                         |                                         |

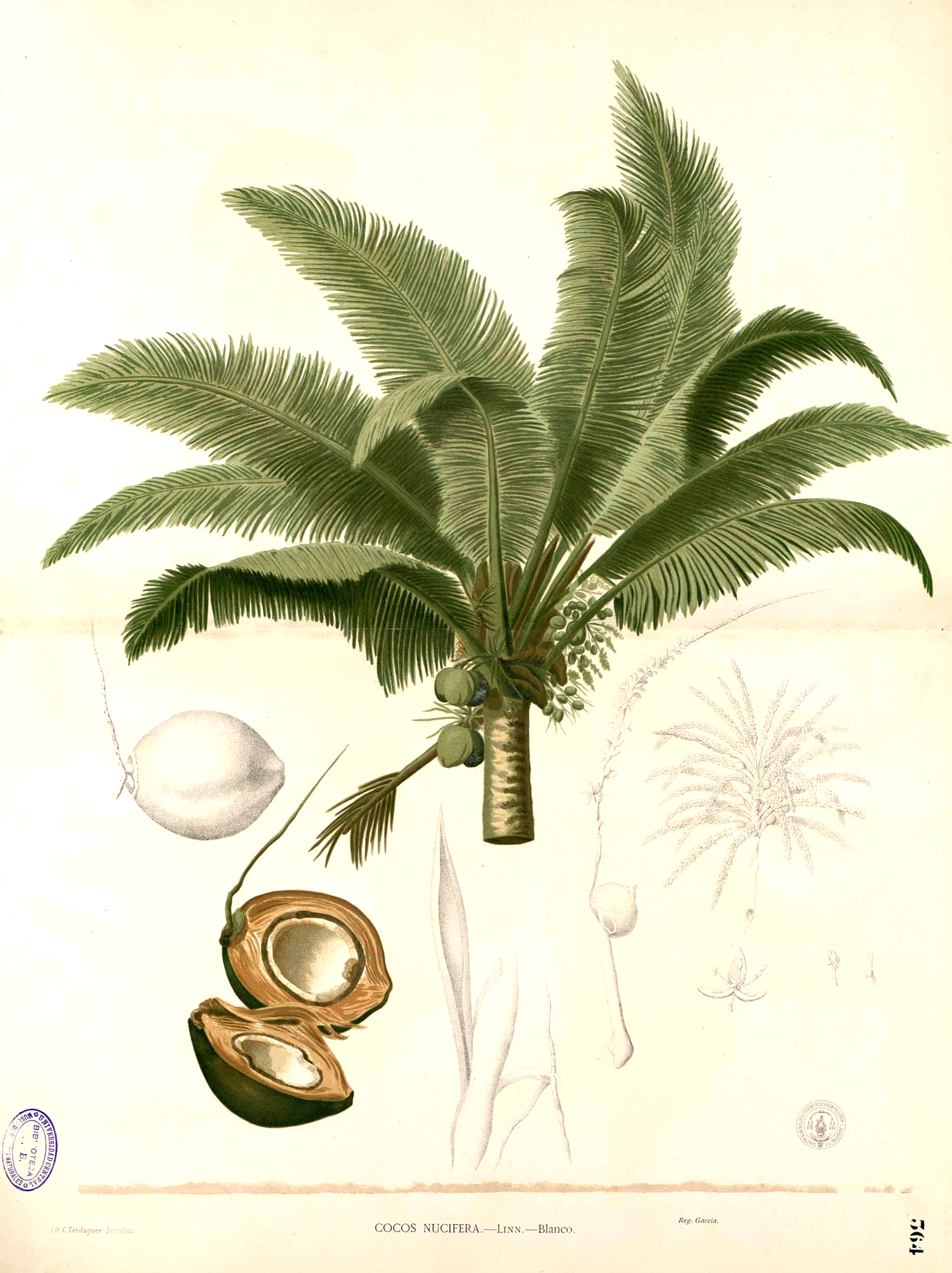
Cocos nucifera, illustration extraite de Flora de Filipinas de Francisco Manuel Blanco.

Le cocotier est l'une des plantes cultivées les plus importantes des régions tropicales, où leur répartition originelle est peut-être le résultat d'une dissémination naturelle par les fruits flottant en mer (la plante germant lorsque la noix de coco n'est plus en mouvement).
Ils sont cultivés dans plus de 90 pays du monde, avec une production totale de 62 millions de tonnes par an. La culture est très difficiles dans les pays à climats sec, elle y nécessite une irrigation fréquente. Dans des conditions de sécheresse, les nouvelles feuilles ne s'ouvrent pas bien, les feuilles les plus âgées peuvent se dessécher et la chute des noix de coco est accélérée.
L'étendue de la culture des cocotiers dans les régions tropicales menace un certain nombre d'habitats, notamment les mangroves.
Les principales régions de culture du cocotier se trouvent en Asie du Sud-Est, mais on trouve de vastes plantations (cocoteraies) dans l'espace caraïbe notamment en Jamaïque, dans le Yucatan au Mexique et dans les îles de la Caraïbe orientale. Sur la seule île Christmas, le plus grand atoll terrestre au monde, 800 000 cocotiers ont été plantés entre les deux guerres.
Les cocotiers donnent des fruits au bout d'environ six ans et pendant environ 70 ans. La récolte se fait environ tous les deux mois, un cocotier donnant en moyenne 150 à 200 noix de coco par an. Il est sensible à l'alternance biennale avec une intensité moyenne faible .
Après le débourrage (extraction à l'aide d'un pieu ou d'un trépied de la bourre, l'enveloppe fibreuse, favorisée par la présence d'un sillon équatorial) et le décoquage, chaque noix est coupée en morceaux, qui sont ensuite râpés ou séchés dans un four à coprah (nom de la pulpe séchée).
Certaines pratiques culturales (tels les cocos nains à croissance rapide) augmentent la vulnérabilité aux ravageurs du cocotier et maladies particulières.

## Variétés

### Variétés traditionnelles du cocotier

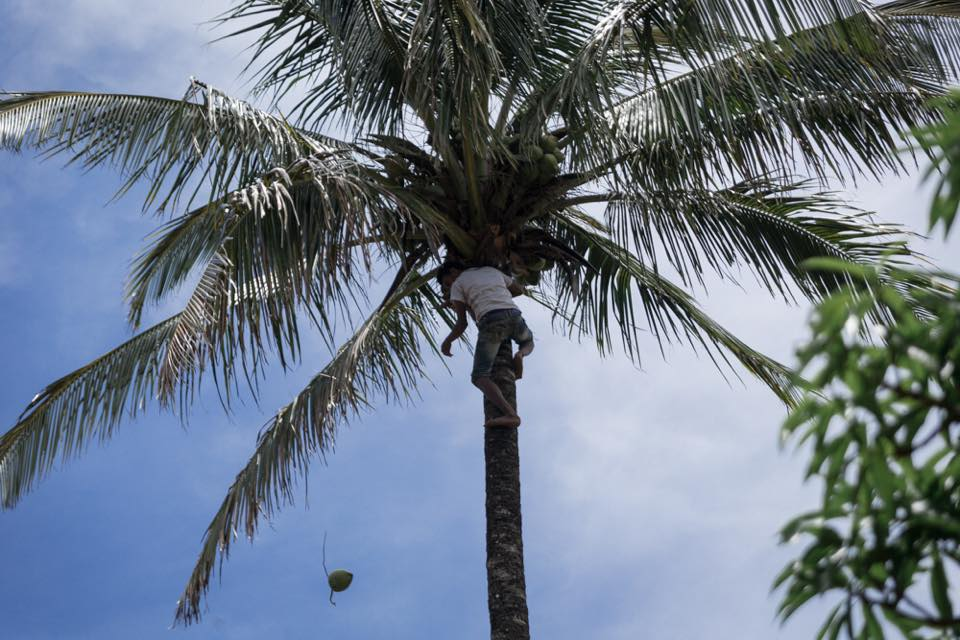

Il existe deux types de variétés traditionnelles : le type « Grand » et le type « Nain » :
- les cocotiers « Grands » (95 % des cocotiers plantés) fleurissent souvent après cinq à sept ans. Le cocotier sélectionné pour la reproduction se croise sans contrôle avec n’importe lequel de ses voisins ; bien souvent, à moins d’avoir de la chance, les caractéristiques recherchées ne se retrouvent pas dans la descendance. Malgré ces difficultés, grâce à ce travail réalisé au fil des siècles, plusieurs centaines de variétés ont été créées en Asie et dans le Pacifique. Les principaux cultivars sont le « Grand de Malaisie », le « Grand de l’île Rennell », le « Grand du Vanuatu », le « Grand de Jamaïque », le « Grand Ouest Africain » (variété GOA) et le « Grand Est Africain » ;
- les cocotiers « Nains » se caractérisent par une floraison précoce (2 ans), une faible croissance en hauteur, mais aussi une tendance à l'autofécondation, une sensibilité à la sécheresse et aux attaques d'insectes. Parmi les variétés les plus courantes, on peut citer le « Nain jaune de Malaisie », le « Nain Vert du Brésil », le « Nain Jaune Ghana » et le « Nain Vert Guinée Equatoriale ».

### Variétés hybrides du cocotier
À la fin du XIXe siècle, les grandes plantations étaient réalisées en important des noix de coco d'un endroit réputé pour sa production. Dans la plupart des cas, ces semences étaient sélectionnées selon leur aspect : certains préféraient des fruits gros et lourds, d'autres des fruits de taille moyenne et de forme plutôt sphérique.
Les recherches scientifiques sur le cocotier ont débuté vers 1920, d'abord en Inde, puis aux Fidji, au Sri Lanka et en Indonésie. Les premiers travaux de génétique ont surtout porté sur l'amélioration des variétés de cocotiers Grands présents autour des stations de recherche. Les premières fécondations contrôlées ont été réalisées en Inde. La paternité des premiers hybrides de cocotier est attribuée à M. Marechal qui, dès 1926, croisa le Nain Rouge de Malaisie et le Nain Niu Leka, aux îles Fidji. En Inde, en 1938, M. Patel créa les premiers hybrides entre cocotiers Grands et Nains. Ces hybrides, bien que plantés dans de mauvaises conditions, s'avérèrent plus précoces et productifs que leur parent Grand.
Presque tous ces programmes de recherches ont été interrompus soit par l'une des guerres mondiales, soit par la crise économique de 1929. La plupart des stations expérimentales furent laissées à l'abandon et les généalogies des cocotiers sélectionnés furent perdues.
L'amélioration « moderne » du cocotier n’a vraiment repris qu’après la Seconde Guerre mondiale, avec les premières collectes et l'étude systématique des variétés de cocotiers cultivées dans le monde. Ces recherches ont fourni une première approche de la diversité génétique de l'espèce.
De nombreux tests d’hybrides de cocotier ont été mis en place dans les années 1945 à 1960. Ils consistaient à croiser entre elles diverses variétés locales, de type Nain ou Grand. Ces travaux se caractérisent en général par des effectifs expérimentaux faibles.
Ces études restèrent longtemps essentiellement théoriques. Même si les hybrides de cocotiers présentaient un potentiel de production élevé, on ne savait pas comment les reproduire à grande échelle. L’absence de technique fiable de production de semences empêchait la vulgarisation de ces hybrides auprès des planteurs. Certains pays se détournèrent même de cette voie de recherche qui ne semblait pas déboucher sur des applications pratiques. La mise au point des techniques de production de semences date des années 1970. En offrant des semences à coût raisonnable et de bonne légitimité, ces techniques ont permis l’avènement des hybrides de cocotier bien supérieurs à leurs parents. Certains hybrides comme le PB 121 (hybride de « Nain jaune de Malaisie » x « Grand Ouest Africain ») qui a été largement implanté en Asie du Sud-Est sont deux fois plus productifs que l'ancienne variété de référence "Grand Ouest Africain". On peut aussi citer les séries « KB » et « KINA » d’Indonésie, la série « PCA 15 » des Philippines et la série « PB » (comme « PB 121 ») de Côte d’Ivoire.

## Usages

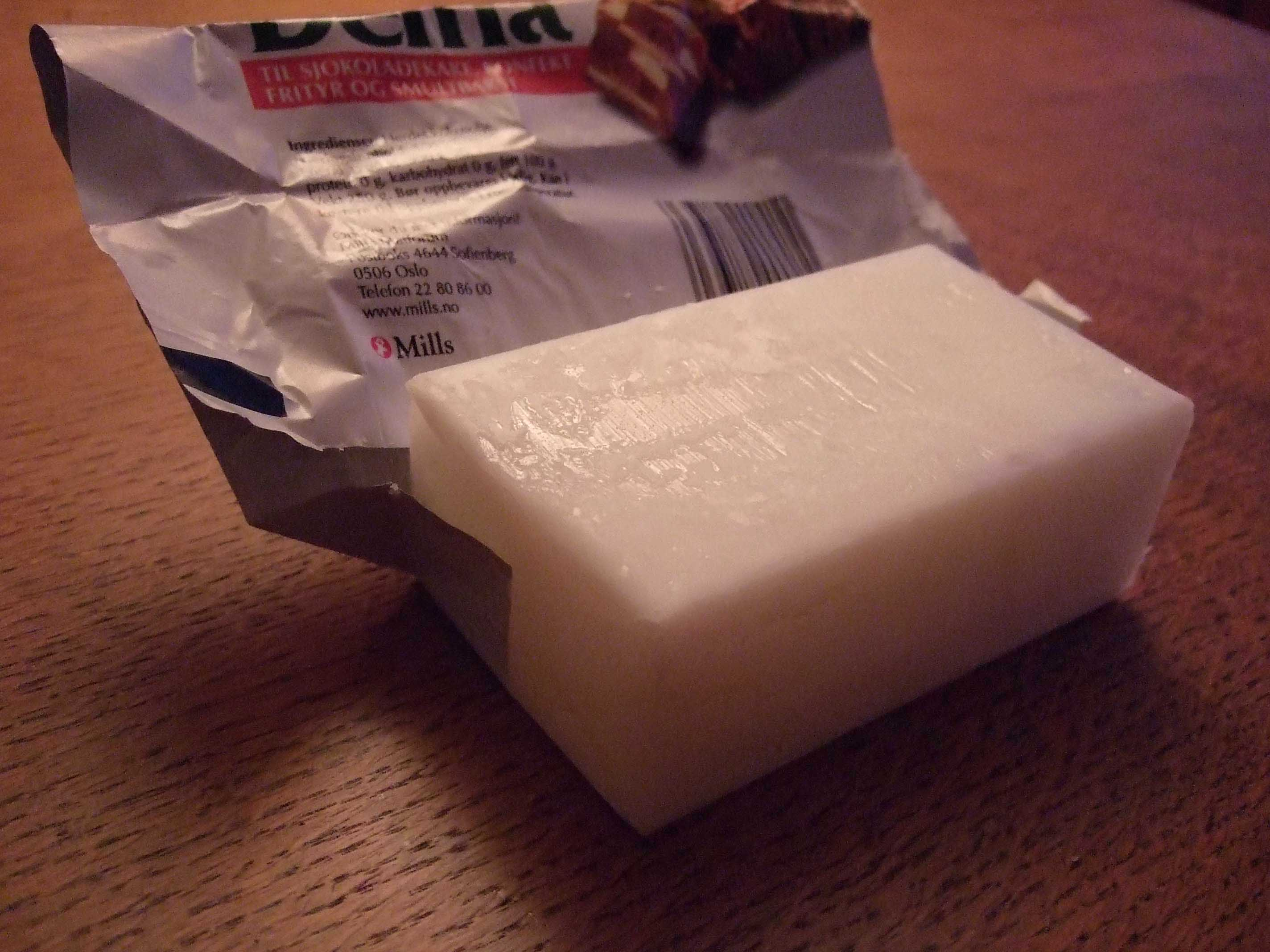
Beurre de coco.

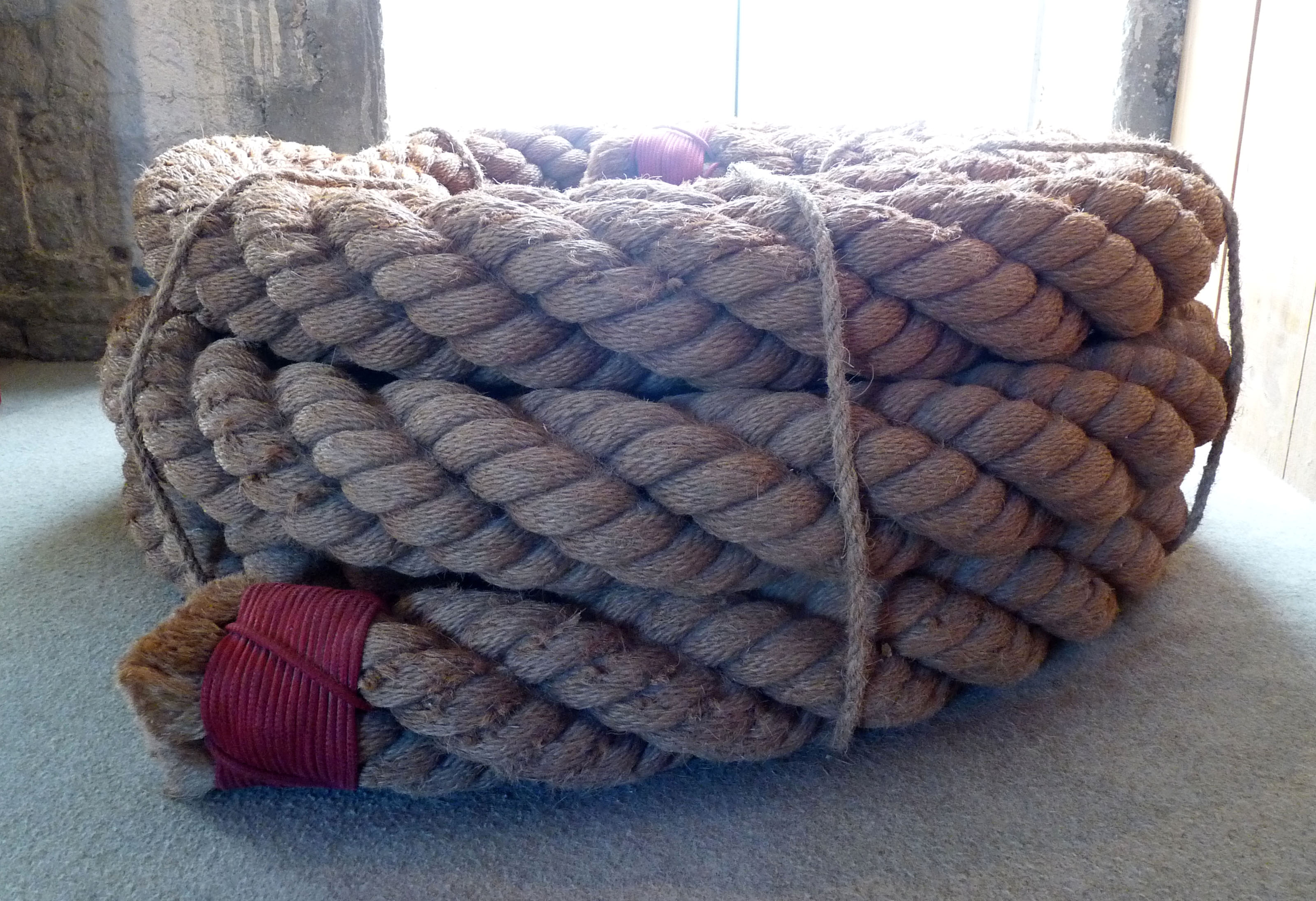
Grelin en fibre de coco.

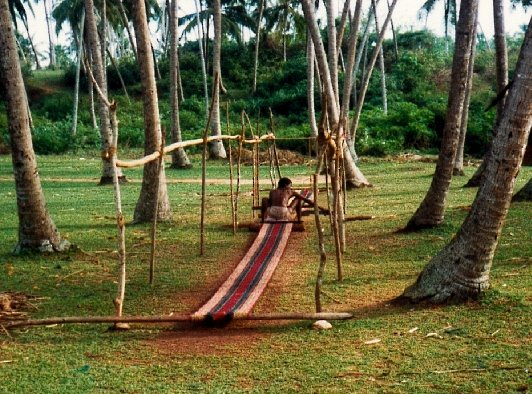
Coir (Sri Lanka).

Le cocotier compte parmi les plus anciennes plantes utiles qui procure à l'homme de très nombreux produits, aussi est-il parfois appelé « l'arbre aux cent usages » ou « l'arbre de vie ». On l'exploite de multiples façons 

### Alimentation
La pulpe de la noix de coco est comestible. Elle peut également être râpée puis pressée pour en extraire le lait de coco ou bien de la crème de coco.
Les noix de coco immatures contiennent un liquide sucré, l'eau de coco, qui est une boisson rafraîchissante. L'extraction de la sève du cocotier et de certaines espèces de palmier donne une boisson plus ou mois sucrée appelée vin de palme. La distillation de ce dernier permet d'obtenir un spiritueux (Koutoukou ou Gbêlê en Côte D'Ivoire).
Dans le Pacifique, la pulpe molle est utilisée comme aliment de sevrage pour les bébés.
La pulpe séchée, se composant à 60-70 % de lipides, est appelée coprah. Celui-ci sert à la fabrication d'huile (l'huile de coco) utilisée dans la confection de margarine, et assez couramment employé comme huile de cuisson dans certains pays d'Asie (Philippines, Malaisie, Sri Lanka, Sud-ouest de l'Inde notamment),.
La sève est consommée fraîche ou sous forme de sirop (respectivement kareve et kaimaimai aux Kiribati) par les habitants des Kiribati, du littoral ivoirien et des îles Marshall. Fermentée, elle peut se conserver et devenir une sorte d'alcool, appelé en anglais toddy. La sève concentrée et séchée est utilisée pour produire un sucre appelé jaggery en Inde, ou sucre de coco.
Le bourgeon terminal ou « chou » du cocotier est également comestible mais sa récolte tue la plante.
En Nouvelle-Calédonie, il est dit que les amandes de cocos germées peuvent aider les jeunes garçons à devenir forts et séduisants.

### Artisanat
La fibre de coco, ou bourre de coco, fibres entourant la coque de la noix de coco, est utilisé pour faire des brosses, des paillassons, des matelas et des cordes.
Le fruit est parfois coupé transversalement, poli et entièrement laqué pour servir de cendrier, bac à glaçon ou petit accessoire de rangement décoratif. On les utilise également en Afrique subsaharienne comme verre à vin de palme.
Divers objets peuvent être tressés à partir de la palme de cocotier : chapeaux, sacs, ou servir de décoration de fête.
La tige centrale de la feuille est séparée et séchée, appelée niau par les polynésiens, elle sert notamment à la confection de balais ou de décorations.

### Construction
Le « bois » de la tige (ce n'est pas du vrai bois comme pour tout Monocotylédone angiosperme) est utilisé pour la construction, il présente un grain très fin et présente un aspect marbré décoratif.
La palme de cocotier, tressée et plongée dans l'eau de mer salée pour la conserver, puis séchée au soleil, servait comme matériau de construction en Océanie, pour les murs et les toits d'habitations. Elle est encore largement utilisée au Sri Lanka pour les toits mais doit être renouvelée régulièrement.

### Hygiène
Le coprah permet également la fabrication de savon et de monoï.

### Habillement
La fibre au sommet du cocotier, appelée kere en paumotu, est utilisé comme le tapa pour la confection de costume, de même que la tige centrale de la feuille.
La noix de coco débourrée, coupée en deux demi-sphères et laquée, sert de soutien-gorge aux danseuses polynésiennes.

### Ornement
En Nouvelle-Calédonie, dans les tribus, des cocotiers bordent l'allée qui mène à la grande case.
Dans le sud-ouest de l'Inde (Kerala), les fleurs ou inflorescences de cocotier (appelées thengin pookula en malayalam) sont traditionnellement utilisées dans les mariages en tant que fleurs d'ornement. Elles sont disposées dans une vaisselle de laiton ou de bronze appelée para, remplie de riz, et forment un ensemble appelé nirapara, un symbole d'abondance, de prospérité et de bonheur. Le nirapara est un des ashtamangalyam, les huit signes auspicieux présentés dans le kalyanamandapam. Une pratique similaire existe au Sri Lanka, où les inflorescences de cocotier ou de palmier à bétel sont placées dans des punkalas, quatre jarres d'argile entourant le magul poruwa, le dais nuptial,.

### Pharmacopée
A Hienghène, en Nouvelle-Calédonie, le bouillon de racines de cocotier est traditionnellement utilisé comme remède contre la diarrhée.

## Production et culture
En 2020, la production mondiale de noix de coco s'est élevée à 62 millions de tonnes, menée par l'Indonésie, l'Inde et les Philippines, qui représentent ensemble 75 % du total (tableau).

### Culture
Les palmiers à noix de coco sont généralement cultivés dans des climats tropicaux chauds et humides. Ils ont besoin de chaleur et d'humidité toute l'année pour bien pousser et produire des fruits. Les palmiers à noix de coco ont du mal à s'établir dans les climats secs et ne peuvent pas y pousser sans irrigation fréquente. En cas de sécheresse, les nouvelles feuilles ne s'ouvrent pas bien et les feuilles plus anciennes peuvent se dessécher ; les fruits ont également tendance à tomber.
L'ampleur de la culture dans les régions tropicales menace un certain nombre d'habitats, tels que les mangroves ; un exemple de ces dommages sur une écorégion se trouve dans les mangroves des Petenes dans la région du Yucatán.

#### Cultivars
La noix de coco compte plusieurs cultivars commerciaux et traditionnels. On peut les classer principalement en cultivars grands, en cultivars nains et en cultivars hybrides (hybrides entre grands et nains). Certains des cultivars nains, tels que le 'nain malaisien', ont montré une certaine résistance prometteuse à la jaunisse mortelle, tandis que d'autres cultivars tels que le 'grand jamaïcain' sont fortement touchés par la même maladie végétale. Certains cultivars sont plus résistants à la sécheresse, comme le 'grand de la côte ouest' (Inde), tandis que d'autres, comme le 'grand de Hainan' (Chine), sont plus tolérants au froid. D'autres aspects tels que la taille, la forme et le poids des graines, ainsi que l'épaisseur de la chair à coprah, sont également des facteurs importants dans la sélection de nouveaux cultivars. Certains cultivars, comme le 'nain de Fidji', forment un gros bulbe à la base de la tige, tandis que d'autres sont cultivés pour produire une eau de coco très sucrée avec des écorces de couleur orange (noix de coco royale) utilisées exclusivement dans les étals de fruits pour la consommation (Sri Lanka, Inde).

#### Récolte
Les deux méthodes de récolte les plus courantes sont la méthode de grimpe de cocotiers et la méthode de la perche. La grimpe est la plus répandue, mais elle est aussi plus dangereuse et nécessite des ouvriers qualifiés. Grimper manuellement aux cocotiers est une tradition dans la plupart des pays et nécessite une posture spécifique qui exerce une pression sur le stipe avec les pieds. Les grimpeurs employés dans les plantations de noix de coco développent souvent des troubles musculo-squelettiques et risquent des blessures graves ou la mort en cas de chute,,.

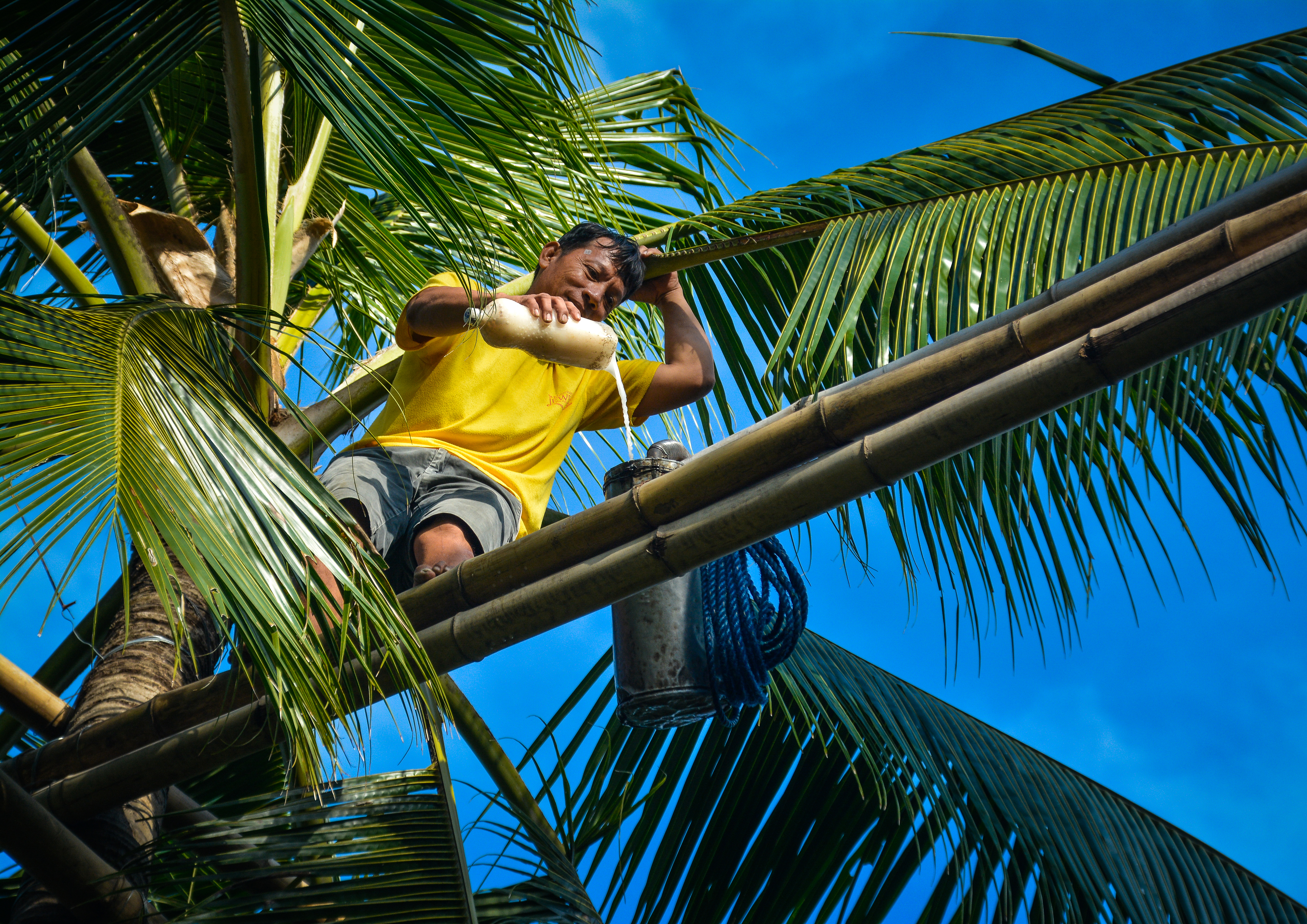
Ouvrier aux Philippines utilisant un réseau de ponts en bambou pour recueillir la sève douce de noix de coco à partir des tiges de fleurs coupées pour la production de lambanog, une boisson alcoolisée distillée.

Pour éviter cela, les ouvriers de la noix de coco aux Philippines et à Guam utilisent traditionnellement des bolos attachés à une corde autour de la taille pour découper des rainures à intervalles réguliers sur les stipes de cocotiers. Cela transforme essentiellement le stipe du cocotier en une échelle, bien que cela réduise la valeur du « bois » de coco récupéré des cocotiers et puisse constituer un point d'entrée pour les infections,,. D'autres méthodes manuelles pour faciliter l'escalade comprennent l'utilisation d'un système de poulies et de cordes ; l'utilisation de morceaux de vigne, de corde ou de tissu attachés aux mains ou aux pieds ; l'utilisation de pointes fixées aux pieds ou aux jambes ; ou la fixation de coques de noix de coco au stipe avec des cordes. Les méthodes modernes utilisent des élévateurs hydrauliques montés sur des tracteurs ou des échelles. Des dispositifs mécaniques d'escalade de noix de coco et même des robots automatisés ont également été développés récemment dans des pays comme l'Inde, le Sri Lanka et la Malaisie,,,.
La méthode du poteau utilise un long poteau avec un dispositif de coupe à l'extrémité. Aux Philippines, l'outil traditionnel est appelé halabas et est fabriqué à partir d'un long poteau de bambou avec une lame en forme de faucille montée à l'extrémité. Bien que plus sûr et plus rapide que la méthode d'escalade, son principal inconvénient est qu'il ne permet pas aux ouvriers d'examiner et de nettoyer la couronne des noix de coco des parasites et des maladies.
Déterminer quand récolter est également important. Gatchalian et al. en 1994 ont développé une technique de sonométrie pour déterminer précisément le stade de maturité des jeunes noix de coco.
Un système de ponts en bambou et d'échelles reliant directement les canopées des cocotiers est également utilisé aux Philippines pour les plantations de noix de coco qui récoltent la sève de noix de coco (pas les fruits) pour la production de vinaigre de coco et de vin de palme,. Dans d'autres régions, comme en Papouasie-Nouvelle-Guinée, les noix de coco sont simplement collectées lorsqu'elles tombent au sol.
Une méthode plus controversée utilisée par un petit nombre de cultivateurs de noix de coco en Thaïlande et en Malaisie consiste à utiliser des Macaques à queue de cochon entraînés pour récolter les noix de coco. La Thaïlande élève et entraîne des Macaques à queue de cochon pour cueillir des noix de coco depuis environ 400 ans,,. Des écoles de formation pour les Macaques à queue de cochon existent toujours dans le sud de la Thaïlande et dans l'État malaisien de Kelantan.
La pratique d'utiliser des macaques pour récolter des noix de coco a été exposée en Thaïlande par la PETA en 2019, ce qui a entraîné des appels au boycott des produits à base de noix de coco. PETA a ensuite précisé que l'utilisation de macaques n'est pas pratiquée aux Philippines, en Inde, au Brésil, en Colombie, à Hawaii et dans d'autres grandes régions productrices de noix de coco.

#### Substituts pour les climats plus frais
Dans les climats plus frais (mais pas en dessous de la zone USDA 9), un palmier similaire, le palmier reine (Syagrus romanzoffiana), est utilisé dans l'aménagement paysager. Ses fruits sont similaires à la noix de coco, mais plus petits. Le palmier reine était initialement classé dans le genre Cocos avec la noix de coco, mais a ensuite été reclassé dans le genre Syagrus. Un palmier récemment découvert, le Beccariophoenix alfredii de Madagascar, est presque identique à la noix de coco, plus encore que le palmier reine, et peut également être cultivé dans des climats légèrement plus frais que le palmier coco. Les noix de coco ne peuvent pousser que dans des températures supérieures à 18 °C (64 °F) et ont besoin d'une température quotidienne supérieure à 22 °C (72 °F) pour produire des fruits.

## Noms vernaculaires
La première mention écrite connue dans une langue occidentale est en portugais. Le mot apparaît chez Vasco de Gama en 1498, lors de son arrivée à Calicut le 22 septembre. Pour être exact, la mention des noix de cocos s'écrit equos sur la copie du manuscrit (original perdu) mais il s'agit d'une faute de transcription pour coquos et le mot se répand vite au retour du voyage de Gama. On le trouve bien orthographié dès le second voyage (1502-1503). Duarte Barbosa est le premier à en faire une longue description vers 1516.
- Ajië (langue kanak) : nu
- Allemand : Kokospalme
- Anglais : coconut palm
- Canarais : ತೆಂಗಿನ ಮರ, teṅgina mara (cocotier), ತೆಂಗಿನ ಕಾಯಿ, teṅgina kāyi (noix de coco)
- Chinois : 椰果, Yēguǒ
- Cinghalais : පොල් ගස, pol gasa (cocotier), පොල්, pol (noix de coco)
- Comorien : mnadzi (cocotier), nadzi (coco)
- Créole antillais (créole guadeloupéen et martiniquais) : pyé-koko
- Créole haïtien : pye kokoye
- Créole guyanais : pyé-koko
- Créole réunionnais / créole mauricien : pied coco
- Drehu (langue kanak) : nu
- Drubea (langue kanak) : nyi
- Espagnol : cocotero
- Fagauvea (langue kanak) : niu
- Fidjien, niuéen, samoan et tongan : niu
- Français : cocotier
- Gilbertin : ni
- Italien : palma da cocco
- Konkani : माड्डो, maddo (cocotier), नार्लु, naarlu (noix de coco)
- Mahorais : nadzi
- Malais et indonésien : kelapa
- Malayalam : തെങ്ങ്, tenn ou കേരം, keraṃ (cocotier), തേങ്ങ, tenga (noix de coco)
- Malgache : voanio (littéralement fruit du cocotier, voa-nio)
- Marathe : माड, māḍa (cocotier), नारळ, nāraḷa (noix de coco)
- Nemi (langue kanak) : thep
- Nengone (langue kanak) : nu
- Paicî (langue kanak) : nû
- Persan : نارگیل ou nârgêl
- Portugais : coqueiro,
- Tahitien (reo tahiti) : niu ou tumu ha'ari
- Tamoul : தென்னை மரம், tennai maram (cocotier), தேங்காய், tenkay (noix de coco)
- Télougou : కొబ్బరి చెట్టు, kobbari ceṭṭu,(cocotier), కొబ్బరి, kobbari (noix de coco)
- Thaïlandais : มะพร้าว, ma phraao
- Toulou : ತಾರೆ, taarϵ (cocotier), ತಾರಗೆ, taaragϵ (noix de coco)
- Turc : Hindistan cevizi (noix de l'Inde)
- Xàràcùù (langue kanak) : nu

## Voir aussi

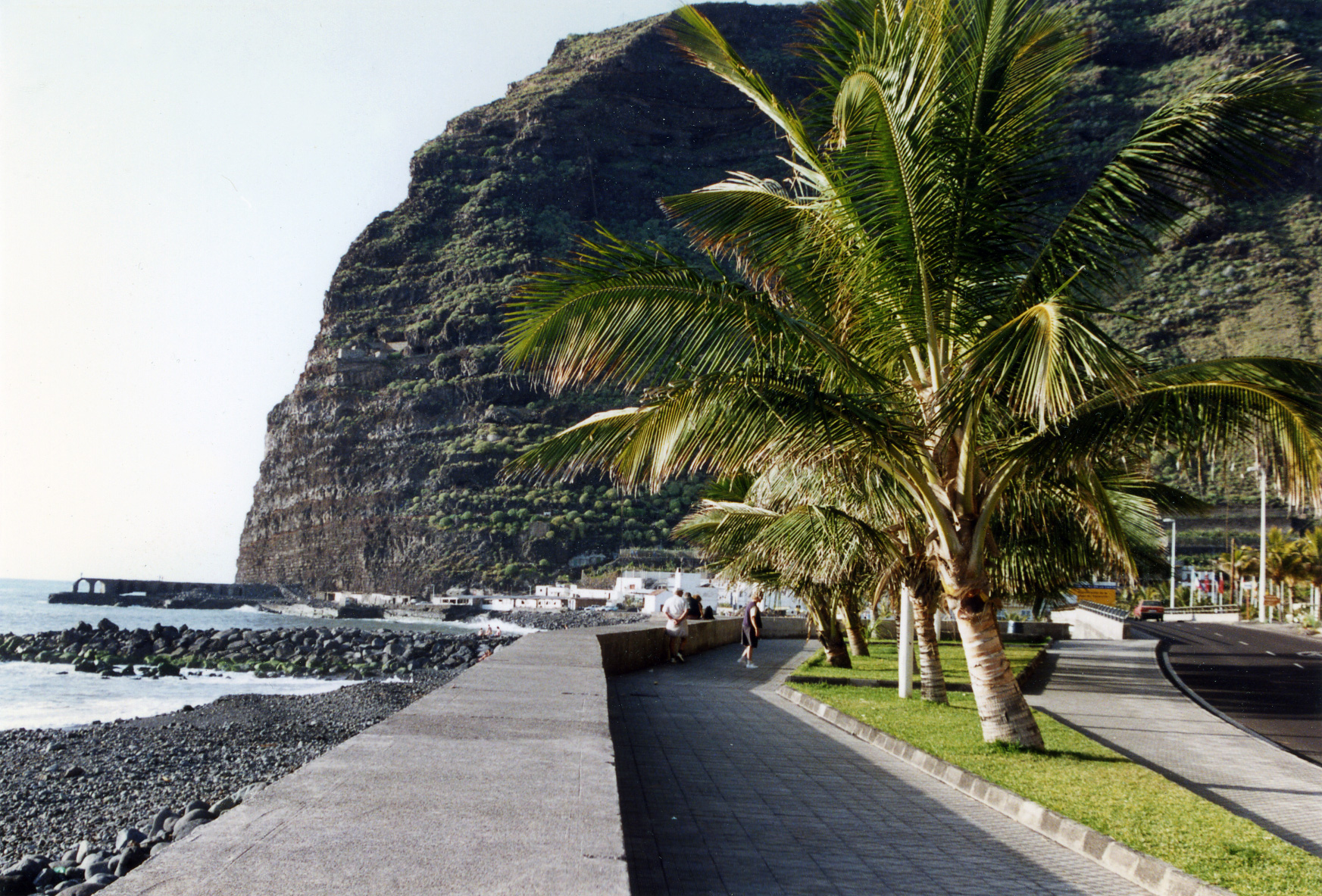
Jeunes cocotiers dans le port de Puerto de Tazacorte, île de la Palma, (îles Canaries)